# Август Лескін
Август Лескін (нім. August Leskien; 8 липня 1840, Кіль  — 20 вересня 1916, Лейпциг)  — німецький мовознавець, професор (1870), член Берлінської академії наук, іноземний член-кореспондент Петербурзької академії наук (1876), один з основних представників школи молодограматиків. Праці з порівняльної граматики слов'янських та балтійських мов. 

## Біографія
Навчався в Кільському та Лейпцизькому університетах (у Г. Курціуса), пізніше в Єні у А. Шлайхера. Викладав в Геттінгені та Єні, з 1870 року — професор славістики в Лейпцизькому університеті; його лекції були дуже популярними у всій Європі та сприяли формуванню «лейпцизької школи» молодограматиків. 

## Науковий доробок
Лескін  — один з перших дослідників історії слов'янських та балтійських мов. Йому, зокрема, належить одна з найпоширеніших класифікацій основ слов'янського дієслова. Автор давньоболгарської (1871) та сербо-хорватської (1914) граматик, нарисів з історії іменного відмінювання в литовській, слов'янських та германських мовах (1876) та ін.